# Pohliba (Dugi otok)
Pohliba je otočić uz istočnu obalu Dugog otoka, od koje je udaljen oko 500 metara.
Površina i duljina obalne crte nisu poznati, a visina otočića je oko 6 metara.